# Сергій Смородін
Сергій Смородін (нар. 15 лютого 1994, Ташкент, Узбекистан) — узбецький футболіст, воротар.

## Клубна кар'єра

### Ранні роки
Сергій Смородін народився 15 лютого 1994 року в Ташкенті в сім'ї етнічних росіян. Батько Сергія займався футболом на аматорському рівні, куди згодом і привів сина. Завдяки антропометричним даним Сергія одразу почали награвати на позиції воротаря. До сьомого класу навчався в звичайній школі, після чого перейшов до спортивного інтернату олімпійського резерву. Після дев'ятого класу продовжив навчання в коледжі олімпійського резерву. З 2004 року займався в ДЮСШ Пахтакор. У 2007 році в складі «Пахтакора» став срібним призером Кубку Віктора Баннікова. На цьому турніру Смородін відіграв у всіх матчах, а в фіналі узбецький клуб поступився київським динамівцям з рахунком 0:3. 

### Виступи на дорослому рівні в Узбекистані
У 2012 році перейшов до «Пахтакору-2», який виступав у другій лізі. На той час у «Пахтакорі» виступало два голкіпери, які стабільно виступали в національній збірній Укзбекистану. Тому Сергій вирішив піти в оренду, на нього з'явилося два претенденти, «Андижан» та «Бухара». Зрештою, опинився в «Андижані». З самого початку розглядався як третій воротар команди, але вже незабаром через невпевнену гру основного та другого воротарів команди отримав шанс проявити себе. Того сезону зіграв у 12-ти матчах першої ліги. По завершенні чемпіонату «Андижан» викупив контракт гравця, але вирішив перестрахуватися й запросив на цю позицію більш досвідченого виконавця. За підсумками чемпіонату вийшов до Вищої ліги, але в 2014 році зіграв лише 1 поєдинок — 7 листопада 2014 року проти «Нефтчі» (Фергана).
Після цього поєдинку керівництво «Нефтчі» почало виявляти зацікавленість до Сергія. Й по завершенні чемпіонату «Нефтчі» викупило контракт Смородіна в «Андижана», а самому Сергію керівництво клубу з Фергани пообіцяло Сергію місце першого воротаря команди. Проте напередодні початку чемпіонату придбало воротаря казанського «Рубіна», Євгена Черемисіна. Незважаючи на запевнення керівництва про важливість Сергія в команді, на практиці Смородін же став лише другим воротарем. У сезонах 2015 та 2016 років у Вищій лізі чемпіонату Узбекистану включая національного кубку.

### «Чорноморець»
У 2017 році відпочивав у Києві. В цей час команду одеситів залишив Євген Боровик, після чого скаути одеситів запросили Смородіна на перегляд. У лютому 2017 року підписав контракт з «Чорноморцем». З того часу виступав за дубль одеситів року у Прем'єр-лізі в зустрічі проти луганської «Зорі» (0:5), пропустивши 5 голів.

### Подальша кар'єра
У лютому 2018 року він став гравцем мальдівського клубу «Грін Стрітс».

## Кар'єра в збірній
Викликався до юнацьких та молодіжних збірних Узбекистану різних вікових категорій.

## Особисте життя
Одружений, дружина родом з Кривого Рогу.